# Zagłębie Dąbrowa Górnicza (szachy)
Zagłębie Dąbrowa Górnicza – polski klub szachowy z Dąbrowy Górniczej, w sezonie 2020 występujący w I lidze.

## Historia
Szachowe Stowarzyszenie Osób Niepełnosprawnych „Zagłębie” Dąbrowa Górnicza zostało założone 30 października 2013 roku, a jego prezesem został Rafael Pierzak. Jako jeden z celów klub wyznaczył sobie popularyzację szachów wśród osób niepełnosprawnych. W 2014 roku klub zadebiutował w II lidze, zajmując trzecie miejsce i awansując bezpośrednio do ekstraligi. W swoim debiutanckim sezonie w ekstralidze Zagłębie zajęło czwarte miejsce. W 2017 roku klub spadł z ekstraligi. W 2019 roku nastąpił awans Zagłębia do I ligi.

## Statystyki
| Rok  | Liga       | Miejsce                                | Wynik | Zawodnicy |
| ---- | ---------- | -------------------------------------- | ----- | --- |
| 2014 | II liga    | Szczyrk                                | 3     | A. Jakubiec, K. Pańczyk, M. Sarwiński, B. Morkisz, K. Gmaj, S. Szyłow, R. Pierzak, E. Jakubiec                                         |
| 2015 | ekstraliga | Gliwice, Katowice, Wrocław             | 4     | M. Mazurkiewicz, Z. Pakleza, A. Jakubiec, J. Czakon, P. Weichhold, R. Jedynak, D. Szoen, E. Jakubiec                                   |
| 2016 | ekstraliga | Gorzów Wielkopolski, Wrocław, Katowice | 7     | A. Kveinys, M. Dziuba, P. Weichhold, A. Jakubiec, Z. Pakleza, E. Jakubiec                                                              |
| 2017 | ekstraliga | Gorzów Wielkopolski, Wrocław, Katowice | 9     | K. Gmaj, R. Jedynak, M. Dziuba, J. Czakon, Z. Pakleza, A. Jakubiec, P. Weichhold, R. Tymrakiewicz, R. Pierzak, E. Jakubiec, A. Kubicka |
| 2019 | II liga    | Poronin                                | 2     | Z. Pakleza, A. Jakubiec, R. Tymrakiewicz, D. Szoen, K. Gmaj, A. Kubicka                                                                |
| 2020 | I liga     | Ustroń                                 | 5     | Z. Pakleza, A. Jakubiec, F. Olsen, D. Szoen, M. Bø, R. Tymrakiewicz, A. Kubicka                                                        |